# Stephanella hina
Stephanella hina is een mosdiertjessoort uit de familie van de Stephanellidae. De wetenschappelijke naam van de soort is voor het eerst geldig gepubliceerd in 1908 door Oka.